# Museo Arqueológico de Mazatlán
El Museo Arqueológico de Mazatlán es un inmueble histórico que tiene como propósito exponer la cultura prehispánica de Mazatlán, Sinaloa remarcando todo tipo de costumbres ancenstrales en especial las funerarias y el famoso juego de pelota conocido como ulama.

## Estructura del Museo
La estructura del museo data de finales de siglo XIX a principios del siglo XX y presenta características antiguas y un modelo arquitectónico en forma de "L" a lo que el ingreso a las instalaciones se mantiene por un costado y dicho acceso da cabida a la primera sala de exposiciones y por consiguiente da paso a las demás salas del museo.

### Modificaciones
A finales de la década de los ochenta se hizo una modificación en las cubiertas de techumbres las cuales en sus inicios eran de materiales de la época de su creación como vigas de madera, doble enlosetado y entortado a lo que se moificó la mitad de las techumbres originales por materiales más ligeros y modernos como vigueta y dovelas.

## Salas
El museo está integrado por cinco salas de las cuales 4 son permanentes y se exhiben aproximadamente 200 piezas arqueológicas
- En la primera sala describe las distintas zonas en las que se desarrollaron las culturas sinaloenses representado por una paqueta del estado.
- En la segunda sala se muestra el medio ambiente y estilo de vida de los pobladores, así como la ubicación geográfica de Sinaloa por medio de mapas y fotográfias.
- La sala tres se exhibe la colección costumbres funerarias así como herramientas de construcción y de casa como hachas de piedra, flechas y navajas de obsidiana.
- En la sala tres se expone todo lo relacionado con los petroglificos de la región así como la historia del juego de pelota denominada ula.
- La última sala se encuentra todo lo relacionado con el proceso de conquista española en Sinaloa.[3]

## Ubicación
El museo se encuentra en la calle de Sixto Osuna 76 en el Centro Histórico de Mazatlán en Sinaloa esquina con Venustiano Carranza, a una cuadra de la Avenida Olas Altas.